# Saint-Léon-sur-Vézère
Saint-Léon-sur-Vézère – miejscowość i gmina we Francji, w regionie Nowa Akwitania, w departamencie Dordogne.
Według danych na rok 1990 gminę zamieszkiwało 427 osób, a gęstość zaludnienia wynosiła 31 osób/km² (wśród 2290 gmin Akwitanii Saint-Léon-sur-Vézère plasuje się na 769. miejscu pod względem liczby ludności, natomiast pod względem powierzchni na miejscu 830.).